# Пертовка (деревня)
Пертовка — упразднённая деревня в Череповецком районе Вологодской области. Затоплено при заполнении Рыбинского водохранилища.  Родовое имение Верещагиных.

## География
Пертово стояло при реке Шексне.

## История
До упразднения уездно-губернского деления деревня Пертово и усадьба Пертовка входили в состав Любецкой волости Череповецкого уезда Новгородской губернии

Наиболее ранние по времени сведения о землях близ Пертовки обнаружены в жалованной грамоте царя Федора Алексеевича, данной Лукьяну Башмакову 12 апреля 1682 года.

## Известные уроженцы, жители
Осенью 1905 года в Пертовку переехал Николай Васильевич Верещагин вместе с семьёй, где скончался 13(25) марта 1907 года.

## Транспорт
Просёлочная дорога